# Gran Premio motociclistico della Malesia 2016
Il Gran Premio motociclistico della Malesia 2016 è stato la diciassettesima prova del motomondiale del 2016. Le gare si sono disputate il 30 ottobre 2016 presso il circuito di Sepang. Nelle tre classi i vincitori sono stati: Andrea Dovizioso in MotoGP, Johann Zarco in Moto2 e Francesco Bagnaia in Moto3.

## MotoGP

### Arrivati al traguardo
| Pos. | Nº | Pilota           | Squadra                       | Motocicletta       | Giri | Tempo     | Griglia | Punti |
| ---- | -- | ---------------- | ----------------------------- | ------------------ | ---- | --------- | ------- | ----- |
| 1º   | 4  | Andrea Dovizioso | Ducati Team                   | Ducati Desmosedici | 19   | 42'27.333 | 1º      | 25    |
| 2º   | 46 | Valentino Rossi  | Movistar Yamaha               | Yamaha YZR-M1      | 19   | +3.115    | 2º      | 20    |
| 3º   | 99 | Jorge Lorenzo    | Movistar Yamaha               | Yamaha YZR-M1      | 19   | +11.924   | 3º      | 16    |
| 4º   | 8  | Héctor Barberá   | Avintia Racing                | Ducati Desmosedici | 19   | +19.916   | 12º     | 13    |
| 5º   | 76 | Loris Baz        | Avintia Racing                | Ducati Desmosedici | 19   | +21.353   | 10º     | 11    |
| 6º   | 25 | Maverick Viñales | Suzuki Ecstar                 | Suzuki GSX-RR      | 19   | +22.932   | 8º      | 10    |
| 7º   | 19 | Álvaro Bautista  | Aprilia Racing Team Gresini   | Aprilia RS-GP      | 19   | +25.829   | 9º      | 9     |
| 8º   | 43 | Jack Miller      | Estrella Galicia 0,0 Marc VDS | Honda RC213V       | 19   | +32.746   | 14º     | 8     |
| 9º   | 44 | Pol Espargaró    | Monster Yamaha Tech 3         | Yamaha YZR-M1      | 19   | +33.704   | 11º     | 7     |
| 10º  | 9  | Danilo Petrucci  | Octo Pramac Yakhnich          | Ducati Desmosedici | 19   | +34.280   | 15º     | 6     |
| 11º  | 93 | Marc Márquez     | Repsol Honda                  | Honda RC213V       | 19   | +36.480   | 4º      | 5     |
| 12º  | 50 | Eugene Laverty   | Pull & Bear Aspar             | Ducati Desmosedici | 19   | +36.638   | 19º     | 4     |
| 13º  | 41 | Aleix Espargaró  | Suzuki Ecstar                 | Suzuki             | 19   | +36.897   | 7º      | 3     |
| 14º  | 38 | Bradley Smith    | Monster Yamaha Tech 3         | Yamaha YZR-M1      | 19   | +45.609   | 13º     | 2     |
| 15º  | 45 | Scott Redding    | Octo Pramac Yakhnich          | Ducati Desmosedici | 19   | +49.779   | 18º     | 1     |
| 16º  | 7  | Hiroshi Aoyama   | Repsol Honda                  | Honda RC213V       | 19   | +52.665   | 17º     |       |
| 17º  | 6  | Stefan Bradl     | Aprilia Racing Team Gresini   | Aprilia RS-GP      | 19   | +52.784   | 16º     |       |
| 18º  | 53 | Esteve Rabat     | Estrella Galicia 0,0 Marc VDS | Honda RC213V       | 19   | +54.891   | 21º     |       |

### Ritirati
| Nº | Pilota          | Squadra           | Motocicletta       | Giri | Griglia |
| -- | --------------- | ----------------- | ------------------ | ---- | ------- |
| 29 | Andrea Iannone  | Ducati Team       | Ducati Desmosedici | 12   | 6º      |
| 35 | Cal Crutchlow   | LCR Honda         | Honda RC213V       | 11   | 5º      |
| 68 | Yonny Hernández | Pull & Bear Aspar | Ducati Desmosedici | 11   | 20º     |

## Moto2

### Arrivati al traguardo
| Pos. | Nº | Pilota              | Squadra                       | Motocicletta       | Giri | Tempo     | Griglia | Punti |
| ---- | -- | ------------------- | ----------------------------- | ------------------ | ---- | --------- | ------- | ----- |
| 1º   | 5  | Johann Zarco        | Ajo Motorsport                | Kalex Moto2        | 19   | 45'51.036 | 1º      | 25    |
| 2º   | 21 | Franco Morbidelli   | Estrella Galicia 0,0 Marc VDS | Kalex Moto2        | 19   | +3.256    | 2º      | 20    |
| 3º   | 94 | Jonas Folger        | Dynavolt Intact GP            | Kalex Moto2        | 19   | +3.689    | 4º      | 16    |
| 4º   | 7  | Lorenzo Baldassarri | Forward Team                  | Kalex Moto2        | 19   | +21.428   | 6º      | 13    |
| 5º   | 55 | Hafizh Syahrin      | Petronas Raceline Malaysia    | Kalex Moto2        | 19   | +24.700   | 14º     | 11    |
| 6º   | 12 | Thomas Lüthi        | Garage Plus Interwetten       | Kalex Moto2        | 19   | +26.184   | 5º      | 10    |
| 7º   | 73 | Álex Márquez        | Estrella Galicia 0,0 Marc VDS | Kalex Moto2        | 19   | +28.177   | 21º     | 9     |
| 8º   | 97 | Xavi Vierge         | Tech 3 Racing                 | Tech 3 Mistral 610 | 19   | +28.855   | 25º     | 8     |
| 9º   | 10 | Luca Marini         | Forward Team                  | Kalex Moto2        | 19   | +29.247   | 11º     | 7     |
| 10º  | 32 | Isaac Viñales       | Tech 3 Racing                 | Tech 3 Mistral 610 | 19   | +29.969   | 19º     | 6     |
| 11º  | 24 | Simone Corsi        | Speed Up Racing               | Speed Up SF16      | 19   | +30.866   | 10º     | 5     |
| 12º  | 93 | Ramdan Rosli        | Petronas AHM Malaysia         | Kalex Moto2        | 19   | +31.260   | 12º     | 4     |
| 13º  | 87 | Remy Gardner        | Tasca Racing                  | Kalex Moto2        | 19   | +31.793   | 9º      | 3     |
| 14º  | 40 | Álex Rins           | Paginas Amarillas HP 40       | Kalex Moto2        | 19   | +34.697   | 23º     | 2     |
| 15º  | 19 | Xavier Siméon       | QMMF Racing                   | Speed Up SF16      | 19   | +46.669   | 7º      | 1     |
| 16º  | 2  | Jesko Raffin        | Sports-Millions-EMWE-SAG      | Kalex Moto2        | 19   | +49.126   | 27º     |       |
| 17º  | 11 | Sandro Cortese      | Dynavolt Intact GP            | Kalex Moto2        | 19   | +49.293   | 15º     |       |
| 18º  | 52 | Danny Kent          | Leopard Racing                | Kalex Moto2        | 19   | +51.610   | 24º     |       |
| 19º  | 57 | Edgar Pons          | Paginas Amarillas HP 40       | Kalex Moto2        | 19   | +54.949   | 18º     |       |
| 20º  | 23 | Marcel Schrötter    | AGR Team                      | Kalex Moto2        | 19   | +55.461   | 22º     |       |
| 21º  | 30 | Takaaki Nakagami    | Idemitsu Honda Team Asia      | Kalex Moto2        | 19   | +1'08.613 | 20º     |       |
| 22º  | 27 | Iker Lecuona        | CarXpert Interwetten          | Kalex Moto2        | 19   | +1'16.574 | 17º     |       |
| 23º  | 54 | Mattia Pasini       | Italtrans Racing              | Kalex Moto2        | 19   | +1'25.838 | 8º      |       |
| 24º  | 14 | Ratthapark Wilairot | Idemitsu Honda Team Asia      | Kalex Moto2        | 19   | +2'01.635 | 26º     |       |

### Ritirati
| Nº | Pilota           | Squadra              | Motocicletta | Giri | Griglia |
| -- | ---------------- | -------------------- | ------------ | ---- | ------- |
| 20 | Alessandro Nocco | Leopard Racing       | Kalex Moto2  | 12   | 16º     |
| 70 | Robin Mulhauser  | CarXpert Interwetten | Kalex Moto2  | 5    | 28º     |
| 49 | Axel Pons        | AGR Team             | Kalex Moto2  | 1    | 3º      |
| 22 | Sam Lowes        | Federal Oil Gresini  | Kalex Moto2  | 1    | 13º     |

## Moto3

### Arrivati al traguardo
| Pos. | Nº | Pilota                | Squadra                  | Motocicletta   | Giri | Tempo     | Griglia | Punti |
| ---- | -- | --------------------- | ------------------------ | -------------- | ---- | --------- | ------- | ----- |
| 1º   | 21 | Francesco Bagnaia     | Northgate Mahindra Aspar | Mahindra MGP3O | 13   | 29'29.351 | 3º      | 25    |
| 2º   | 84 | Jakub Kornfeil        | Drive M7 SIC Racing      | Honda NSF250R  | 13   | +7.108    | 15º     | 20    |
| 3º   | 64 | Bo Bendsneyder        | Red Bull KTM Ajo         | KTM RC 250 GP  | 13   | +7.253    | 7º      | 16    |
| 4º   | 20 | Fabio Quartararo      | Leopard Racing           | KTM RC 250 GP  | 13   | +8.469    | 9º      | 13    |
| 5º   | 55 | Andrea Locatelli      | Leopard Racing           | KTM RC 250 GP  | 13   | +12.414   | 11º     | 11    |
| 6º   | 42 | Marcos Ramírez        | Platinum Bay Real Estate | Mahindra MGP3O | 13   | +12.706   | 27º     | 10    |
| 7º   | 19 | Gabriel Rodrigo       | RBA Racing               | KTM RC 250 GP  | 13   | +13.387   | 5º      | 9     |
| 8º   | 89 | Khairul Idham Pawi    | Honda Team Asia          | Honda NSF250R  | 13   | +13.506   | 20º     | 8     |
| 9º   | 11 | Livio Loi             | RW Racing GP BV          | Honda NSF250R  | 13   | +14.445   | 23º     | 7     |
| 10º  | 40 | Darryn Binder         | Platinum Bay Real Estate | Mahindra MGP3O | 13   | +38.777   | 30º     | 6     |
| 11º  | 38 | Hafiq Azmi            | Peugeot MC Saxoprint     | Peugeot MGP3O  | 13   | +45.827   | 22º     | 5     |
| 12º  | 23 | Niccolò Antonelli     | Ongetta-Rivacold         | Honda NSF250R  | 13   | +48.899   | 6º      | 4     |
| 13º  | 43 | Stefano Valtulini     | 3570 Team Italia         | Mahindra MGP3O | 13   | +49.648   | 29º     | 3     |
| 14º  | 77 | Lorenzo Petrarca      | 3570 Team Italia         | Mahindra MGP3O | 13   | +49.842   | 28º     | 2     |
| 15º  | 4  | Fabio Di Giannantonio | Gresini Racing           | Honda NSF250R  | 13   | +1'15.163 | 19º     | 1     |
| 16º  | 48 | Lorenzo Dalla Porta   | SKY Racing Team VR46     | KTM RC 250 GP  | 12   | +1 Giro   | 4º      |       |
| 17º  | 41 | Brad Binder           | Red Bull KTM Ajo         | KTM RC 250 GP  | 10   | +3 Giri   | 1º      |       |

### Non classificata
| Nº | Pilota        | Squadra  | Motocicletta  | Giri | Tempo   | Griglia |
| -- | ------------- | -------- | ------------- | ---- | ------- | ------- |
| 6  | María Herrera | MH6 Team | KTM RC 250 GP | 13   | +13.793 | 16ª     |

### Ritirati
| Nº | Pilota           | Squadra                  | Motocicletta   | Giri | Griglia |
| -- | ---------------- | ------------------------ | -------------- | ---- | ------- |
| 95 | Jules Danilo     | Ongetta-Rivacold         | Honda NSF250R  | 6    | 24º     |
| 9  | Jorge Navarro    | Estrella Galicia 0,0     | Honda NSF250R  | 5    | 2º      |
| 12 | Albert Arenas    | Peugeot MC Saxoprint     | Peugeot MGP3O  | 3    | 26º     |
| 36 | Joan Mir         | Leopard Racing           | KTM RC 250 GP  | 2    | 14º     |
| 24 | Tatsuki Suzuki   | CIP-Unicom Starker       | Mahindra MGP3O | 2    | 16º     |
| 16 | Andrea Migno     | SKY Racing Team VR46     | KTM RC 250 GP  | 2    | 25º     |
| 8  | Nicolò Bulega    | SKY Racing Team VR46     | KTM RC 250 GP  | 1    | 13º     |
| 88 | Jorge Martín     | Northgate Mahindra Aspar | Mahindra MGP3O | 0    | 8º      |
| 44 | Arón Canet       | Estrella Galicia 0,0     | Honda NSF250R  | 0    | 10º     |
| 65 | Philipp Öttl     | Schedl GP Racing         | KTM RC 250 GP  | 0    | 12º     |
| 58 | Juanfran Guevara | RBA Racing               | KTM RC 250 GP  | 0    | 17º     |
| 7  | Adam Norrodin    | Drive M7 SIC Racing      | Honda NSF250R  | 0    | 18º     |
| 71 | Ayumu Sasaki     | Gresini Racing           | Honda NSF250R  | 0    | 21º     |